# Tanzanie aux Jeux olympiques d'été de 2024
 (août 2024).
Si vous disposez d'ouvrages ou d'articles de référence ou si vous connaissez des sites web de qualité traitant du thème abordé ici, merci de compléter l'article en donnant les références utiles à sa vérifiabilité et en les liant à la section « Notes et références ».
La Tanzanie participe aux Jeux olympiques de 2024 à Paris. Il s'agit de sa 16e participation à des Jeux olympiques d'été.
Le judoka Andrew Thomas Mlugu (en) et la nageuse Sophia Latiff sont les porte-drapeaux de la délégation tanzanienne,.

## Nombre d’athlètes qualifiés par sport
Voici la liste des qualifiés et sélectionnés tanzaniens par sport (remplaçants compris) :
| Sport      | Hommes | Femmes | Total |
| ---------- | ------ | ------ | ----- |
| Athlétisme | 2      | 2      | 4     |
| Judo       | 1      | 0      | 1     |
| Natation   | 1      | 1      | 2     |
| Total      | 4      | 3      | 7     |

## Résultats

### Athlétisme

#### Hommes
| Athlètes       | Épreuve  | Finale         | Finale |
| Athlètes       | Épreuve  | Temps          | Rang   |
| -------------- | -------- | -------------- | ------ |
| Gabriel Geay   | Marathon | DNF            | DNF    |
| Alphonce Simbu | Marathon | 2 h 10 min 3 s | 17e    |

#### Femmes
| Athlètes              | Épreuve  | Finale             | Finale |
| Athlètes              | Épreuve  | Temps              | Rang   |
| --------------------- | -------- | ------------------ | ------ |
| Jackline Sakilu       | Marathon | DNF                | DNF    |
| Magdalena Shauri (en) | Marathon | 2 h 31 min 58 s SB | 40e    |

### Judo
| Athlète                  | Compétition    | 1er tour             | 2e tour              | Quart de finale     | Demi-finale         | Repêchage           | Finale / CB         | Rang    |
| Athlète                  | Compétition    | Adversaire Résultat  | Adversaire Résultat  | Adversaire Résultat | Adversaire Résultat | Adversaire Résultat | Adversaire Résultat | Rang    |
| ------------------------ | -------------- | -------------------- | -------------------- | ------------------- | ------------------- | ------------------- | ------------------- | ------- |
| Andrew Thomas Mlugu (en) | Moins de 73 kg | Tin Victoire 10 - 01 | Gaba Défaite 00 - 10 | Éliminé             | Éliminé             | Éliminé             | Éliminé             | Éliminé |

### Natation
| Athlète               | Épreuve          | Séries  | Séries | Demi-finales | Demi-finales | Finale  | Finale  |
| Athlète               | Épreuve          | Temps   | Rang   | Temps        | Rang         | Temps   | Rang    |
| --------------------- | ---------------- | ------- | ------ | ------------ | ------------ | ------- | ------- |
| Collins Saliboko (sr) | 100 m nage libre | 53 s 38 | 71e    | Éliminé      | Éliminé      | Éliminé | Éliminé |

| Athlète       | Épreuve         | Séries  | Séries | Demi-finales | Demi-finales | Finale   | Finale   |
| Athlète       | Épreuve         | Temps   | Rang   | Temps        | Rang         | Temps    | Rang     |
| ------------- | --------------- | ------- | ------ | ------------ | ------------ | -------- | -------- |
| Sophia Latiff | 50 m nage libre | 28 s 42 | 49e    | Éliminée     | Éliminée     | Éliminée | Éliminée |